# サン＝フィルベール＝アン＝モージュ
サン＝フィルベール＝アン＝モージュ （Saint-Philbert-en-Mauges）は、フランス、ペイ・ド・ラ・ロワール地域圏、メーヌ＝エ＝ロワール県のかつて存在したコミューン。現在はボープレオ＝アン＝モージュの一部である。

## 地理
モージュ地方にあるアンジューのコミューンである。サン＝マケール＝アン＝モージュの北に位置し、ヴィルデュー＝ラ＝ブルエールとアンドルゼの間を走る県道246号線、ラ・ルノーディエールとラ・シャペル＝デュ＝ジュネの間を走る県道146号線がコミューンを通っている。

## 歴史
中世そしてアンシャン・レジーム時代、教区は最初ボープレオに所在した公爵管轄権限内、アンジェのセネシャル管区、アンジェ徴税区、ショレの塩貯蔵蔵に属した。

## 人口統計
| 1962年 | 1968年 | 1975年 | 1982年 | 1990年 | 1999年 | 2006年 | 2012年 |
| ------ | ------ | ------ | ------ | ------ | ------ | ------ | ------ |
| 319    | 314    | 293    | 298    | 307    | 325    | 355    | 381    |

source=1999年までLdh/EHESS/Cassini、2004年以降INSEE